# Tim Matthys
Tim Matthys (Gand, 23 dicembre 1983) è un ex calciatore belga di ruolo attaccante.

## Caratteristiche tecniche
Esterno destro, poteva giocare anche come ala.

## Palmarès

### Club

#### Competizioni nazionali
- Coppa del Belgio: 2

Zulte Waregem: 2005-2006
Malines: 2018-2019
- Tweede klasse: 1

Malines: 2018-2019